# Festival international du film de Göteborg
Le Festival international du film de Göteborg (Göteborg International Film Festival, ou GIFF) est un festival de cinéma annuel qui se tient à Göteborg, en Suède. 

## Histoire
Le Festival de Göteborg a été fondé en 1979. C'est le plus grand festival de cinéma en Scandinavie.
La 47e édition a lieu du 26 janvier au 4 février 2024.
110 à 120 longs métrages y sont projetés en compétition.